# Vlasová cibulka
Vlasová cibulka (latinsky bulbus pili) je spodní rozšířený konec vlasového kořene. Je ukrytá ve vlasovém folikulu a je obalena třemi vlasovými pochvami. Dvě mají epiteliální původ: vnitřní kořenová pochva, kterou vytváří sama vlasová cibulka a vnější kořenová pochva, která je odvozena od epidermis. Třetí vlasová pochva je tvořená pojivovou tkání. Vlasová cibulka je měkká a bělavá na rozdíl od zbytku vlasu. Je tvořena aktivně rostoucími buňkami, které se dělí a diferencují.

## Struktura vlasové cibulky
Vlasová cibulka může být rozdělena na 2 oblasti, spodní oblast nediferencovaných buněk a horní oblast, kde dochází k diferenciaci na buňky vnitřní kořenové pochvy a buňky vlasu. Tyto dvě oblasti odděluje linie vedená skrz nejširší část cibulky a je známá jako Auberova linie.

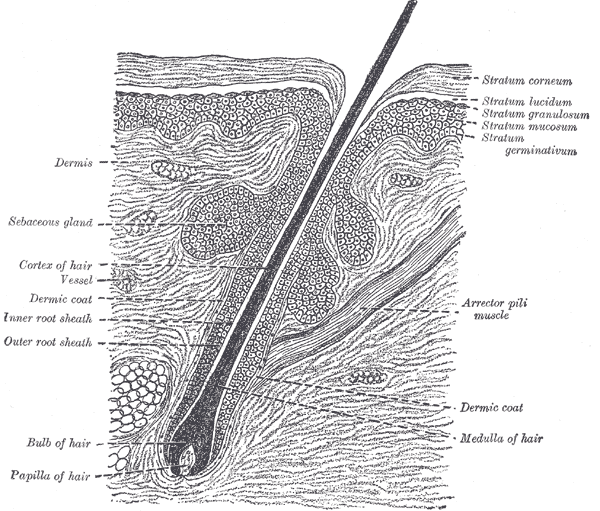
obrázek vlasového folikulu z Grayovy anatomie

### Spodní část vlasové cibulky
Pod kritickou linií leží zárodečná matrix, ve které jsou všechny buňky mitoticky aktivní. Tyto buňky jsou relativně nediferencované, mají oválné jádro a málo cytoplazmy. Tato oblast obsahuje vchlípeninu, do které zasahuje tzv. dermální papila, což je pojivová tkáň, ve které jsou krevní kapiláry přivádějící živiny vlasové cibulce. Ze zárodečné matrix jsou buňky postupně vytlačovány směrem k vyšším částem cibulky, kde zvětšují svůj objem a vertikálně se prodlužují.

### Horní část vlasové cibulky
Horní část vlasové cibulky je možné rozdělit na 4 části:
Těsně nad Auberovou linií, v široké části cibulky, leží preelongační oblast, kde se buňky vertikálně srovnají a mírně zvětší svůj objem.
Nad touto vrstvou leží oblast elongační, kde se buňky viditelně prodlužují.
Třetí vrstva se nazývá prekeratinizační oblast. V této oblasti začínají mizet keratohyalinová granula z buněk vlasu i vnitřní kořenové pochvy a buňky se připravují na keratinizaci. Vlákna buněk již začínají splývat, ale stále je možné je barvit běžnými histologickými metodami. Keratohyalin je bezbarvý průsvitný protein, který se vyskytuje také v epidermis v granulární vrstvě.
Nejvyšší vrstva je keratogenní oblast. Buňky se zaplňují pevným keratinem a umírají. Jednotlivé buňky (vlákna) již není možné rozlišit. 

## Funkce vlasové cibulky
Vlasová cibulka zajišťuje několik důležitých funkcí:

### Tvorba vlasu a vnitřní kořenové pochvy
Buňky zárodečné matrix (keratinocyty), které jsou uložené ve spodní části vlasové cibulky, se rychle dělí a generují základ vlasu. Rychlost proliferace těchto buněk je jednou z nejvyšších v rámci celého těla. Buňky, které leží na vrcholu dermální papily jsou buňkami budoucí dřeně vlasu (medulla), kůry vlasu (cortex) a vlasové kutikuly. Buňky ležící po stranách těchto buněk vytvoří vnitřní kořenovou pochvu. Jedna řada buněk, která leží nejblíže buňkám budoucího vlasu, vytvoří kutikulu vnitřní kořenové pochvy. Další 2 - 4 buněčné vrstvy dají základ Huxleyově vrstvě a další 1 řada vytvoří Henleovu vrstvu. 

### Pigmentace vlasu
Epiteliální vrstva buněk lemující dermální papilu obsahuje kromě keratinocytů také rozptýlené melanocyty. Melanocyty vlasu jsou větší než epidermální, ale jejich funkce je stejná. Produkují pigment (melanin), který vylučují ve váčcích, které se pohybují do horních vrstev vlasové cibulky, kde jsou pohlceny buňkami, které budou tvořit vlas. Přesný mechanismus přenosu pigmentu není dosud plně objasněn. Pigmentace je specifická jen pro buňky vlasu, zejména pak vlasové kůry a dřeně. Buňky vnitřní kořenové pochvy jsou nepigmentované. 

### Keratinizace
Keratinocyty se pohybují směrem nahoru k povrchu kůže a postupně mění svůj tvar. V keratogenní oblasti jsou již příliš daleko od zdroje živin z dermální papily, buňky umírají a formuje a stabilizuje se v nich pevný keratin. Dospělý vlas je pak tvořen mrtvými buňkami vyplněnými keratinem a obsahujícími melanin. 